# Paul Fässler
Paul Fässler, född 13 juni 1901 i Bronschhofen, död 26 mars 1983 i Bern, var en schweizisk fotbollsspelare.
Fässler blev olympisk silvermedaljör i fotboll vid sommarspelen 1924 i Paris.